# Краснознамённый пограничный отряд имени Ф. Э. Дзержинского
Брестская Краснознамённая пограничная группа  имени Феликса Эдмундовича Дзержинского — военно-административное соединение (пограничный отряд) пограничных войск КГБ СССР, а затем Пограничного комитета Республики Беларусь.

## История
Декретом Совета Народных Комиссаров СССР 28 мая 1918 года была учреждена Пограничная охрана РСФСР.
1 мая 1944 года — День рождения части.

15 августа 1944 года пограничный отряд прибыл в г. Брест и приступил к охране государственной границы.
11 сентября 1944 от имени Президиума Верховного Совета СССР отряду было вручено Боевое Знамя.
2 августа 1946 года Приказом Министра Внутренних дел СССР № 307 имя Александра Абрамовича Завидова присвоено 9-й заставе 15 пограничного отряда (с 1947 года участок расформированного 15 пограничного отряда передан под охрану Брестскому отряду. Сегодня имя Александра Абрамовича Завидова носит 15-я пограничная застава).
19 сентября 1967 года Брестскому пограничному отряду за достигнутые высокие показатели в службе, боевой и политической подготовке Постановлением Совета Министров БССР № 317 присвоено почётное наименование «Имени Феликса Эдмундовича Дзержинского».
20 октября 1967 года за заслуги в деле защиты Советской Родины и достигнутые высокие результаты в боевой и политической подготовке в честь 50-летия Великой Октябрьской социалистической революции ЦК КПСС, Президиум Верховного Совета и Совета Министров СССР наградили Брестский пограничный отряд Памятным Знаменем и оставили его на вечное хранение как символ воинской доблести и славы.
12 марта 1968 года Постановлением Совета Министров БССР 2-й пограничной заставе Брестского пограничного отряда присвоено имя Григория Ильича Кофанова.
6 мая 1968 года опубликован Указ Президиума Верховного Совета СССР о награждении младшего сержанта Алексея Александровича Новикова орденом Отечественной войны I-й степени (посмертно).
27 мая 1968 года опубликован Указ Президиума Верховного Совета СССР о награждении ефрейтора Александра Абрамовича Завидова орденом Отечественной войны I-й степени (посмертно).
31 мая 1968 года Постановлением Совета Министров БССР пограничной заставе «Домачево» Брестского пограничного отряда присвоено имя героя-пограничника Алексея Александровича Новикова.
30 апреля 1975 года Указом Президиума Верховного Совета СССР за заслуги в вооружённой защите социалистической Родины, успехи в обеспечении охраны границы СССР и в связи с 30-летием Победы Советского народа в Великой Отечественной войне Брестский пограничный отряд награждён орденом Красного Знамени.
14 декабря 1994 года Брестский Краснознаменный пограничный отряд имени Ф. Э. Дзержинского посетил первый Президент Республики Беларусь Александр Григорьевич Лукашенко.
На основании Указа Президента Республики Беларусь № 419 от 31 июля 1997 года «О мерах по усилению государственной границы Республики Беларусь» и приказа Председателя государственного комитета пограничных войск Республики Беларусь № 079 от 29 сентября 1997 года Краснознамённый пограничный отряд имени Ф. Э. Дзержинского и отряд пограничного контроля «Брест» реорганизованы в Краснознамённую пограничную группу имени Ф. Э. Дзержинского с местом дислокации в г. Бресте.